# A̭
Cette page contient des caractères spéciaux ou non latins. S’ils s’affichent mal (▯, ?, etc.), consultez la page d’aide Unicode.
A̭ (minuscule : a̭), appelée A accent circonflexe souscrit, est un graphème utilisé dans l’orthographe juǀ’hoansi de 1975 comme lettre à part entière. Il s’agit de la lettre A diacritée d’un accent circonflexe souscrit.

## Utilisation
Dans l’orthographe du juǀ’hoansi de 1975, ‹ a̭ › est utilisé pour représenter la voyelle /aˤ/.

### Alphabet phonétique ouralique
Dans l’alphabet phonétique ouralique, le ‹ a̭ › est utilisé pour représenter un voyelle ‹ a › rehaussée (l’accent circonflexe souscrit indiquant le rehaussement).

## Représentations informatiques
Le A accent circonflexe souscrit peut être représenté avec les caractères Unicode suivants :
- décomposé (latin de base, diacritiques)[1],[2] :

| formes    | représentations | chaînes de caractères | points de code | descriptions                                                      |
| --------- | --------------- | --------------------- | -------------- | ----------------------------------------------------------------- |
| majuscule | A̭               | A◌̭                    | U+0041 U+032D  | lettre majuscule latine a diacritique accent circonflexe souscrit |
| minuscule | a̭               | a◌̭                    | U+0061 U+032D  | lettre minuscule latine a diacritique accent circonflexe souscrit |